# Julija Bejhelsymer
Julija Markiwna Bejhelsymer (ukrainisch Юлія Марківна Бейгельзимер; russisch Юлия Марковна Бейгельзимер; * 20. Oktober 1983 in Donezk, Ukrainische SSR) ist eine ehemalige ukrainische Tennisspielerin.

## Karriere
Bejhelsymer begann im Alter von sieben Jahren mit dem Tennissport.
Bei den French Open stand sie 2002 erstmals im Hauptfeld eines Grand-Slam-Turniers, sie verlor allerdings ihre Erstrundenpartie im Doppel. Ihren ersten WTA-Titel sicherte sie sich im Oktober 2003 an der Seite von Tazzjana Putschak beim Turnier in Taschkent; im Endspiel besiegten sie dort Li Ting und Sun Tiantian mit 6:3 und 7:6. Im Juli 2005 gewann Bejhelsymer in Modena zusammen mit Mervana Jugić-Salkić WTA-Titel Nummer zwei. Neun Jahre später gelang ihr in Katowitz mit ihrer Landsfrau Olha Sawtschuk als Doppelpartnerin der dritte Titelgewinn.
Hauptsächlich bestreitet sie jedoch Turniere auf dem ITF Women’s Circuit, bei denen sie bereits 35 Doppeltitel sowie im 12 Einzel verbuchen konnte.
Für die ukrainische Fed-Cup-Mannschaft hat sie seit dem Jahr 2000 insgesamt 31 Partien bestritten; ihre Bilanz weist 18 Siege und 13 Niederlagen aus (Einzel 9:8; Doppel 9:5).
Ihr letztes Match bestritt sie 2016 in Nashville, wo sie im Einzel im Viertelfinale gegen Elizabeth Halbauer ausschied.

## Turniersiege

### Einzel
| Nr. | Datum         | Turnier  | Kategorie   | Belag             | Finalgegnerin       | Ergebnis              |
| --- | ------------- | -------- | ----------- | ----------------- | ------------------- | --------------------- |
| 1.  | Juli 2001     | Sezze    | ITF $10.000 | Sand              | Romana Tedjakusuma  | 6:2, 6:3              |
| 2.  | Februar 2002  | Lecce    | ITF $10.000 | Sand (Halle)      | Eszter Molnár       | 6:2, 6:1              |
| 3.  | März 2002     | Amiens   | ITF $10.000 | Sand (Halle)      | Amandine Dulon      | 7:5, 3:6, 6:3         |
| 4.  | Mai 2002      | Szczecin | ITF $50.000 | Sand              | Alena Vašková       | 2:6, 6:3, 6:3         |
| 5.  | März 2004     | Orange   | ITF $50.000 | Hartplatz         | Jewgenija Linezkaja | 6:3, 2:6, 6:2         |
| 6.  | Oktober 2005  | Biella   | ITF $50.000 | Sand              | Giulia Gabba        | 6:2, 6:4              |
| 7.  | November 2005 | Minsk    | ITF $25.000 | Teppich (Halle)   | Agnieszka Radwańska | 7:61, 6:1             |
| 8.  | Juli 2006     | Pétange  | ITF $50.000 | Sand              | Kirsten Flipkens    | 5:7, 7:66, 6:4        |
| 9.  | November 2006 | Opole    | ITF $25.000 | Teppich (Halle)   | Ana Vrljić          | 6:2, 6:0              |
| 10. | Oktober 2010  | Helsinki | ITF $25.000 | Hartplatz (Halle) | Emma Laine          | 7:67, 6:0             |
| 11. | Februar 2012  | Antalya  | ITF $10.000 | Sand              | Liana Ungur         | 7:5, 7:5              |
| 12. | Oktober 2013  | Herzlia  | ITF $25.000 | Hartplatz         | Kristína Kučová     | 6:3, 4:6, 5:2 Aufgabe |

### Doppel
| Nr. | Datum             | Turnier             | Kategorie         | Belag             | Partnerin                  | Finalgegnerinnen                              | Ergebnis         |
| --- | ----------------- | ------------------- | ----------------- | ----------------- | -------------------------- | --------------------------------------------- | ---------------- |
| 1.  | März 2001         | Cholet              | ITF $10.000       | Sand (Halle)      | Anastassija Rodionowa      | Eleni Daniilidou Germana Di Natale            | 6:1, 7:65        |
| 2.  | Februar 2002      | Urtijëi             | ITF $50.000       | Teppich (Halle)   | Anastasia Rodionova        | Angelika Bachmann Patricia Wartusch           | 6:4, 6:2         |
| 3.  | Februar 2002      | Lecce               | ITF $10.000       | Sand (Halle)      | Eszter Molnár              | Eva Erbova Tina Hergold                       | 7:63, 6:4        |
| 4.  | März 2002         | Amiens              | ITF $10.000       | Sand (Halle)      | Marianna Yuferova          | Natalia Gussoni Tessy van de Ven              | 6:2, 5:7, 6:2    |
| 5.  | Juli 2003         | Vittel              | ITF $50.000       | Sand              | Tazzjana Putschak          | Eva Birnerová Libuše Průšová                  | 6:3, 6:2         |
| 6.  | August 2003       | Bronx               | ITF $50.000       | Hartplatz         | Tazzjana Putschak          | Mara Santangelo Selima Sfar                   | 6:4, 7:5         |
| 7.  | 11. Oktober 2003  | Taschkent           | WTA Tier IV       | Hartplatz         | Tazzjana Putschak          | Li Ting Sun Tiantian                          | 6:3, 7:60        |
| 8.  | Oktober 2004      | Porto               | ITF $25.000       | Sand              | Anousjka van Exel          | Sara Errani Joana Pangaio Pereira             | 7:5, 6:0         |
| 9.  | Februar 2005      | Midland             | ITF $75.000       | Hartplatz (Halle) | Kelly McCain               | Anna Bastrikova Iryna Kurjanowitsch           | 6:2, 6:4         |
| 10. | Februar 2005      | Saint Paul          | ITF $50.000       | Hartplatz (Halle) | Sandra Klösel              | Mélanie Marois Sarah Riske                    | 6:2, 6:1         |
| 11. | März 2006         | Redding             | ITF $25.000       | Hartplatz         | Stéphanie Dubois           | Leanne Baker Francesca Lubiani                | 6:4, 6:71, 6:3   |
| 12. | April 2005        | Cagnes-sur-Mer      | ITF $75.000       | Sand              | Sandra Klösel              | Caroline Dhenin Andreea Vanc                  | 6:3, 3:6, 6:1    |
| 13. | Juni 2005         | Prostějov           | ITF $75.000       | Sand              | Maria Santangelo           | Dája Bedáňová Barbora Strýcová                | 6:1, 4:6, 6:2    |
| 14. | Juli 2005         | Vaihingen           | ITF $25.000       | Sand              | Vanessa Henke              | Kristina Barrois Kathrin Wörle                | 7:65, 6:1        |
| 15. | 16. Juli 2005     | Modena              | WTA Tier IV       | Sand              | Mervana Jugić-Salkić       | Gabriela Navrátilová Michaela Paštiková       | 6:2, 6:0         |
| 16. | Juli 2005         | Pétange             | ITF $50.000       | Sand              | Sandra Klösel              | Claire Curran Kim Kilsdonk                    | 6:4, 6:0         |
| 17. | März 2006         | Fuerteventura       | ITF $25.000       | Hartplatz         | Angelika Roesch            | Angelika Bachmann Kristina Barrois            | 6:3, 6:75, 6:4   |
| 18. | Juli 2006         | Vittel              | ITF $50.000       | Sand              | Ágnes Szávay               | Mădălina Gojnea Jekaterina Makarowa           | 6:2, 7:5         |
| 19. | November 2006     | Deauville           | ITF $50.000       | Sand (Halle)      | Juliana Fedak              | Silvia Disderi Tzipora Obziler                | 7:5, 6:4         |
| 20. | November 2006     | Poitiers            | ITF $75.000       | Hartplatz (Halle) | Juliana Fedak              | Darja Kustawa Tazzjana Putschak               | 7:5, 6:3         |
| 21. | März 2008         | Minsk               | ITF $25.000       | Teppich (Halle)   | Anna Lapuschtschenkowa     | Ima Bohusch Ksenija Mileuskaja                | 6:4, 7:5         |
| 22. | März 2008         | La Palma            | ITF $25.000       | Hartplatz         | Stefanie Vögele            | Estrella Cabeza Candela Silvia Soler Espinosa | 7:5, 7:65        |
| 23. | April 2008        | Hamburg             | ITF $25.000       | Teppich (Halle)   | Stefanie Vögele            | Veronika Chvojková Andrea Hlaváčková          | 7:63, 6:2        |
| 24. | Juni 2009         | Montpellier         | ITF $25.000       | Sand              | Laura Siegemund            | Stefania Boffa Story Tweedie-Yates            | 6:4, 6:1         |
| 25. | Juni 2009         | Périgueux           | ITF $25.000       | Sand              | Xenija Lykina              | Jorgelina Cravero María Irigoyen              | 2:6, 6:2, [10:5] |
| 26. | Juli 2009         | Toruń               | ITF $25.000       | Sand              | Ksenija Mileuskaja         | Karolina Kosińska Aleksandra Rosolska         | 6:1, 6:4         |
| 27. | März 2010         | Antalya             | ITF $10.000       | Sand              | Anna Gerasimou             | Mihaela Buzărnescu Alenka Hubacek             | kampflos         |
| 28. | Juni 2011         | Zlín                | ITF $50.000       | Sand              | Margalita Tschachnaschwili | Réka Luca Jani Katalin Marosi                 | 3:6, 6:1, [10:8] |
| 29. | Februar 2012      | Antalya             | ITF $10.000       | Sand              | Ksenija Mileuskaja         | Lee Hua-chen Lee Pei-chi                      | 6:3, 7:64        |
| 30. | Juli 2012         | Contrexéville       | ITF $50.000       | Sand              | Renata Voráčová            | Tereza Mrdeža Silvia Njirić                   | 6:1, 6:1         |
| 31. | 12. Juli 2013     | Biarritz            | ITF $100.000      | Sand              | Olha Sawtschuk             | Wera Duschewina Ana Vrljić                    | 2:6, 6:4, [10:8] |
| 32. | 2. August 2013    | Donezk              | ITF $75.000       | Hartplatz         | Renata Voráčová            | Wesna Dolonz Alexandra Panowa                 | 6:1, 6:4         |
| 33. | 7. September 2013 | Trabzon             | ITF $50.000       | Hartplatz         | Maryna Zanevska            | Alena Fomina Christina Shakovets              | 6:3, 6:1         |
| 34. | Oktober 2013      | Herzlia             | ITF $25.000       | Hartplatz         | Anastassija Wassyljewa     | Başak Eraydın Melis Sezer                     | 6:3, 6:3         |
| 35. | 20. Dezember 2013 | Ankara              | ITF $50.000       | Hartplatz (Halle) | Çağla Büyükakçay           | Eleni Daniilidou Aleksandra Krunić            | 6:3, 6:3         |
| 36. | 24. Januar 2014   | Andrézieux-Bouthéon | ITF $25.000       | Hartplatz (Halle) | Kateryna Koslowa           | Timea Bacsinszky Kristina Barrois             | 6:3, 3:6, [10:8] |
| 37. | 12. April 2014    | Katowitz            | WTA International | Hartplatz (Halle) | Olha Sawtschuk             | Klára Koukalová Monica Niculescu              | 6:4, 5:7, [10:7] |
| 38. | 9. Mai 2015       | Trnava              | ITF $100.000      | Sand              | Margarita Gasparjan        | Aleksandra Krunić Petra Martić                | 6:3, 6:2         |

## Abschneiden bei Grand-Slam-Turnieren

### Einzel
| Turnier         | 2003 | 2004 | 2005 | 2006 | 2007 | 2008 | 2009 | 2010 | 2011 | 2012 | 2013 | 2014 | 2015 | 2016 | Karriere |
| --------------- | ---- | ---- | ---- | ---- | ---- | ---- | ---- | ---- | ---- | ---- | ---- | ---- | ---- | ---- | -------- |
| Australian Open | Q2   | Q2   | Q2   | Q1   | 1    | Q2   | —    | —    | Q2   | Q1   | Q2   | Q1   | Q2   | —    | 1        |
| French Open     | Q3   | 1    | Q2   | 1    | 1    | —    | —    | —    | Q2   | Q2   | 1    | 1    | Q1   | Q1   | 1        |
| Wimbledon       | Q2   | 1    | Q1   | Q2   | Q1   | —    | —    | —    | Q1   | Q2   | —    | Q2   | Q1   | —    | 1        |
| US Open         | 1    | Q2   | Q1   | 1    | Q2   | —    | Q1   | —    | Q2   | Q1   | Q1   | Q1   | —    | Q1   | 1        |

Zeichenerklärung: S = Turniersieg; F, HF, VF, AF = Einzug ins Finale / Halbfinale / Viertelfinale / Achtelfinale; 1, 2, 3 = Ausscheiden in der 1. / 2. / 3. Hauptrunde; Q1, Q2, Q3 = Ausscheiden in der 1. / 2. / 3. Runde der Qualifikation; n. a. = nicht ausgetragen

### Doppel
| Turnier         | 2003 | 2004 | 2005 | 2006 | 2007 | 2008 | 2009 | 2010 | 2011 | 2012 | 2013 | 2014 | 2015 | Karriere |
| --------------- | ---- | ---- | ---- | ---- | ---- | ---- | ---- | ---- | ---- | ---- | ---- | ---- | ---- | -------- |
| Australian Open | —    | 2    | 2    | —    | 1    | —    | —    | —    | —    | —    | —    | —    | 1    | 2        |
| French Open     | —    | 1    | 1    | 1    | —    | —    | —    | —    | —    | —    | —    | —    | —    | 1        |
| Wimbledon       | 1    | 2    | —    | 1    | —    | —    | —    | —    | —    | —    | —    | 2    | —    | 2        |
| US Open         | 2    | 1    | 1    | 1    | —    | —    | —    | —    | —    | —    | —    | 1    | —    | 2        |